# Westchester Flames
El Westchester Flames es un equipo de fútbol de los Estados Unidos que juega en la USL League Two, la cuarta liga de fútbol más importante del país.

## Historia
Fue fundado en el año 1999 en la ciudad de New Rochelle (Nueva York), en el condado de Westchester. Es uno de los equipos fundadores de la antiguamente conocida USL Premier Development League, la cual ganaron en el año 2001 y ganaron dos títulos divisionales.
Entre 2002 y 2004 jugaron en la tercera división, dos años en la ya extinta USL Pro Select League, llegando incluso a la final en 2003.
En el 2005 el club retorna a ella tras volverse un club amteur, logrando el título divisional en 2006.

## Palmarés
- USL Premier Development League: 1

2001
- USL PDL Eastern Conference: 3

2000, 2001, 2006
- USL PDL Northeast Division: 3

2000, 2001, 2006
- USL PDL Regular Season: 1

2000

## Estadios
- Manhattanville College; Purchase, New York (1999)[1]
- Fordham University; Bronx, New York (2000)[1]
- City Park Stadium; New Rochelle (Nueva York) (2001–2008, 2010–)[1]
- McKenna Field en New Rochelle High School; New Rochelle (Nueva York) (2009)

## Entrenadores
- Vladislav Bogićević (1999)[1]
- Anthony Roros
- Ernest Inneh (2005–2006)
- Gus Skoufis (2007–)

## Jugadores

### Jugadores destacados
| - Andre Akpan - Jhonny Arteaga - Dwight Barnett - Scott Bolkan - Kevin Burns | - Charlie Davies - Rodrigo Faria - Julius James - Chris Megaloudis - Ricky Schramm |